# Родолит
Родолит (от др.-греч. ῥόδον и др.-греч. λίθος — роза-камень) — смешанная разновидность пиропа-альмандина розового цвета разных оттенков и насыщенности,:51 плотность 3,83—3,93 г/см³ Твёрдость по шкале Мооса 7—7,5.

## История открытия
Первое упоминание о находке нового минерала было опубликовано в 1898 г. в «Американском научном журнале». Два геолога отыскали в песках долины Куви (США, штат Северная Каролина) гранаты необычного цвета, похожий по оттенку на рубин. За насыщенный пурпурно-красный цвет камень получил название родолит (др.-греч. Ρόδολίθος). Вместе с тем, американские родолиты не получили сколь-нибудь заметного распространения. Месторождение родолита в США оказалось очень маленьким, поэтому в XX веке стали известны родолиты из Танзании, Зимбабве, Мадагаскара и Шри-Ланки.:118
В 1959 году по настоянию американского минералога Б. Андерсона родолит был выделен в отдельную разновидность минерала. Однако ювелиры знали об этом камне задолго до этого. Одну из археологических находок («Венгерский келих») датируют 1510 годом. Это кубок, украшенный множеством крупных самоцветов, среди которых присутствует и родолит.

## Свойства и состав
Долгое время было принято считать, что родолит — розовая разновидность пиропа. Однако по результатам исследований в 1970-х годах было установлено, что в данном случае имеет место явление твёрдого раствора. Когда молекулы альмандина в расплаве смешиваются с молекулами пиропа в соотношении 1:2, то получаются родолиты. В общем виде молекулярная формула смешанного граната выглядит следующим образом: 2Mg3Al2(SiO4)3 + Fe3Al2(SiO4)3. Однако для удобства принято объединять две формулы в одну: Mg2Fe2Al2(SiO4)3.:30
В природе родолиты встречаются в виде мелких (до 2 см.) кристаллических включений в метаморфизированных гнейсах. Крупные кристаллы родолита находят чрезвычайно редко.:51 Крупнейший родолит был найден в США, в исходном виде он весил 43,3 карата. После огранки вес уменьшился ≈ до 14 каратов.:28
Родолиты ювелирного качества добывают попутно с абразивными гранатами.

## Месторождения
Встречается родолит в Танзании, Зимбабве, на Мадагаскаре и Шри-Ланке. Месторождения родолита связаны с метаморфическими гиперстеновыми гнейсами, в которых он встречался в виде вкрапленников.:51 Таковым было, в частности, месторождение в США (Северная Каролина), где родолиты были найдены в 1898 году.
В 1953 году в окрестностях реки Далдын (Якутия) геологической партией под руководством М. М. Одинцова были обнаружены алмазы в сопровождении маленьких красных камней, которые были определены как железистая разновидность пиропа (родолиты). В научных отчётах об экспедиции Одинцов охарактеризовал якутские родолиты как «особый» вид гранатов «анабарского типа».:127

## Применение
Среди всех разновидностей пиропа, каковым долгое время считались родолиты, именно они ценились выше всего за насыщенно-розовый цвет, дававший им сходство с рубинами. Ради повышения коммерческой привлекательности, родолиты имели много местных товарных названий, среди которых можно выделить капские рубины (капрубины), а также аризонские, колорадские или богемские рубины. Причём, самым дорогим среди пиропов в XX веке всегда оставался родолит (розовый камень), в котором треть ионов магния замещена железом. Его цвет находится в диапазоне от розовато-красного до пурпурного.:28
Вследствие своей смешанной структуры, родолиты примечательны тем, что в каждом месторождении они имеют свой особый цвет и оттенок, не похожий на другие. В целом их цвет варьируется от розового до лилового, причём, более всего у ювелиров ценится оттенок, определяемый как клубничный.:214
Родолиты наряду с демантоидами относятся к самоцветам III порядка,:39 а также к цветным камням II группы чистоты. Для невооружённого глаза они выглядят чаще всего как лишённые примесей («чистой воды»). Цвет их слабый пурпурно-красный (slpR), сильный пурпурно-красный (stpR), красно-пурпурный (rP) и пурпурный (P).:118